# Place Bell
Place Bell  je víceúčelová aréna nacházející se ve Lavalu, v kanadské provincii Québec. Otevření proběhlo v roce 2017. Aréna je domovským stadionem týmu AHL Laval Rocket a týmu PWHL Victoire de Montréal. Je třetím největším zimním stadionem v Québecu po montrealském Bell Centru a québeckém Videotron Centru. Nachází se zde tři ledové plochy, hlavní, tréninková a krasobruslařská. Součástí komplexu jsou i obchodní prostory, restaurace a parkoviště pro 700 aut. 